# Иван Ненов
Иван Василев Ненов е български художник и скулптор. Автор е и на критични статии по въпросите на изобразителното изкуство. Известен е със своите портрети и актове на жени.

## Биография и творчество
Роден е през 1902 година в София. Учи в Художествената академия при Никола Ганушев, като се дипломира през 1925 година при Никола Маринов. През 1928 г. сключва брак със своята състудентка от академията Екатерина Савова-Ненова. Творческия си път започва в областта на интимно-психологическия портрет. Основно работи в областта на живописта, графиката, мозайката, малката пластика. Предпочитаните техники за живописните му платна са температа и маслените бои.
През 1930-те години се включва в прогресивното движение в българското изкуство, членува в Дружеството на новите художници. Рисува серия от портрети на жени от народа, в които характерни са класическата чистота на формите и трайните духовни състояния. През 1932, 1936 и 1938 година пребивава в Италия, където експериментира с посткубистична живопис. Творчеството на Иван Ненов от 1950-те и 1960-те години се характеризира със своя реализъм, колорит и завършеност на композицията.
Малката пластика е другата сфера на творческите търсения на Ненов и се нея се представя на много от общите художествени изложби по приложни изкуства. Предпочитани от твореца материали са керамика, теракота, глазиран шамот. Създава серия от малки фигурни пластики и обредно-ритуални съдове, чийто водещ мотив отново е женският образ. Насочва се към малката пластика, след като е обявен за формалист в началото на 1950-те и цяло десетилетие не може да излага творбите си.
С пластиките си Иван Ненов участва във всички по-значими изяви на Съюза на българските художници в страната и зад граница. Представен е в изложби в Будапеща, Венеция, Делхи, Дрезден, Загреб, Милано, Москва, Ню Йорк, Париж, Токио, Фаенца, Франкфурт, Чикаго. Въпреки това той има само една самостоятелна изложба, през 1975 година, в София, като няколкото други опита преди това завършват с крах. През 1941 година подготвя за излагане близо 100 творби от края на 1920-те до началото на 1940-те години, но бомба пада върху ателието му и унищожава произведенията му. През 1963 г. Ненов отново прави опит, но експозицията му е осуетена от властта.
Негови творби са притежание на Националната художествена галерия, Софийската градска художествена галерия, галерии в страната, както и частни сбирки в Гърция, Италия, САЩ, Япония. През 1936 година за картината си „Край морето“ е награден с бронзов медал на триеналето на приложните изкуства в Милано и със златен злак от СБХ. Удостоен е с орден „Кирил и Методий“ – II степен през 1960 и I степен през 1963 година; с „Червено знаме на труда“ през 1963 г. и орден „Георги Димитров“ през 1982 г. Носител на награди на СБХ за цялостно представяне на керамика (1968), за самостоятелната му изложба в София през 1975 година и наградата за живопис „Владимир Димитров – Майстора“ през 1977 година. През 1994 г. е избран за академик в Българската академия на науките.
Умира на 4 септември 1997 година. През 1998 година излиза биографично-мемоарната книга на Георги Каприев и Петър Змийчаров „Много лично. Иван Ненов“ (ISBN 954-607-165-X). През 2001 година Евгени Клинчаров публикува книгата „Разговори с Иван Ненов / Мисли на художника за изкуството“ (ISBN 954-90866-3-1).
Личният му архив се съхранява във фонд 843К в Централен държавен архив. Той се състои от 390 архивни единици от периода 1901 – 1997 г.